# Chiesa di Santa Maria e Santa Brigida al Paradiso
La chiesa di Santa Maria e Santa Brigida al Paradiso è un luogo di culto cattolico che si trova nella periferia di Firenze, in via Benedetto Fortini nel quartiere di Gavinana, nella zona detta Paradiso.

## Storia e descrizione
Citata nel 1181 col titolo di Santa Maria di Fabroro, fu poi detta Santa Maria alla Badiuzza quando venne affidata ai monaci Benedettini. La denominazione "al Paradiso" deriva da quella data dal convento di Santa Brigida al Paradiso, a sua volta nominato dalla villa degli Alberti, trasformata nel 1390 in cenobio per i seguaci di santa Brigida di Svezia, ai quali fu affidata anche la cura della parrocchia.
L'attuale chiesa parrocchiale è preceduta da un portico del 1706 ornato da una Madonna col Bambino, affresco staccato e danneggiato, attribuito a Pier Dandini (1707). Restaurata nel 1976, all'interno si trova un Crocifisso ligneo attribuito a Bernardo del Maestro Francesco, detto Bernardo della Cecca (fine Quattrocento).

## Galleria d'immagini

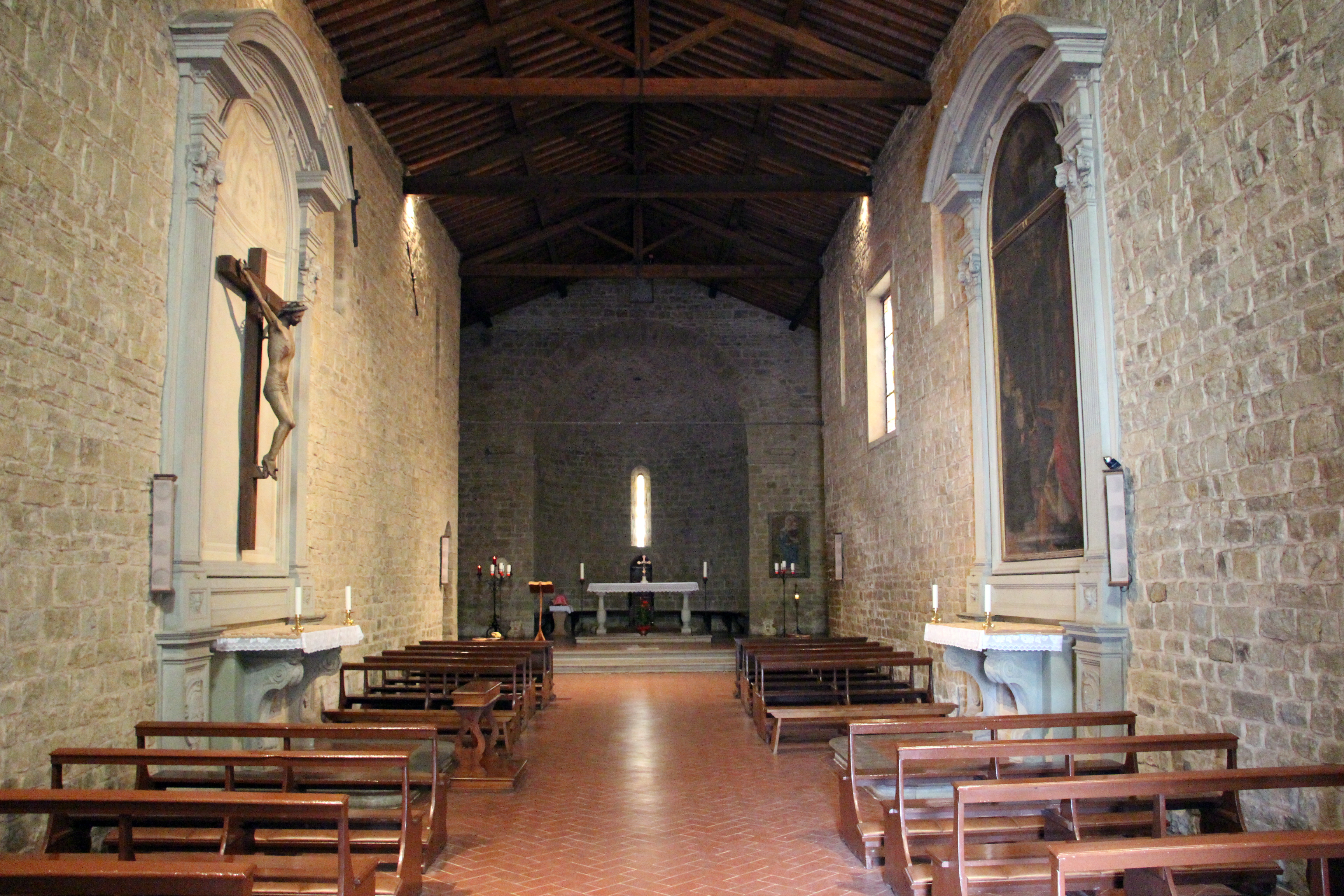
Interno
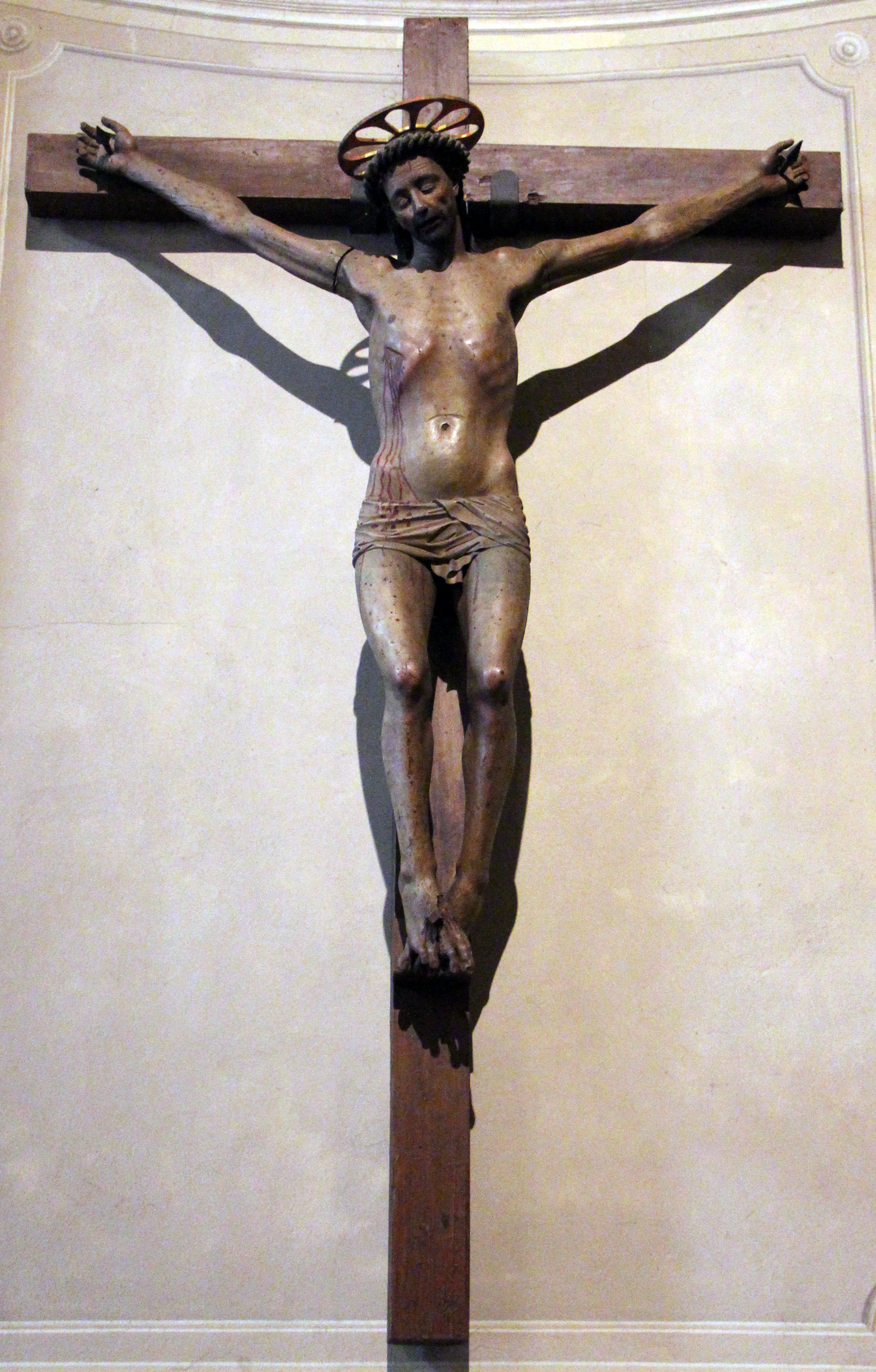
Il Crocifisso